# Рудольф Рафтль
Рудольф Рафтль (нім. Rudolf Raftl, 7 лютого 1911, Відень — 5 вересня 1994) — австрійський футболіст, що грав на позиції воротаря, зокрема, за клуб «Рапід» (Відень), а також національні збірні Австрії і Німеччини.
Чотириразовий чемпіон Австрії. Чемпіон Німеччини. Володар Кубка Німеччини. Володар Кубка Мітропи.

## Клубна кар'єра
У футболі дебютував 1928 року виступами за команду «Герта» (Відень), в якій провів один сезон. 
Своєю грою за цю команду привернув увагу представників тренерського штабу клубу «Рапід» (Відень), до складу якого приєднався 1930 року. Відіграв за віденську команду наступні п'ятнадцять сезонів своєї ігрової кар'єри. За цей час чотири рази виборював титул чемпіона Австрії, а після окупації Австрії Німеччиною ставав чемпіоном Німеччини, володарем Кубка Німеччини.
Завершив професійну ігрову кар'єру у клубі «Ферст» (Відень), за команду якого виступав протягом 1946—1948 років.

## Виступи за збірні
1933 року дебютував в офіційних матчах у складі національної збірної Австрії. Протягом кар'єри у національній команді, яка тривала 5 років, провів у її формі 6 матчів, пропустивши 7 голів. Після аншлюсу став грати за збірну окупантів. Провів у її складі 6 матчів, пропустив 14 м'ячів.
У складі національної збірної Австрії був присутній в заявці збірної на чемпіонаті світу 1934 року в Італії, але на поле не виходив.
У складі національної збірної Німеччини — учасник чемпіонату світу 1938 року у Франції, де зіграв в першому матчі проти Швейцарії (1-1) і в переграванні (2-4). 
Помер 5 вересня 1994 року на 84-му році життя.

## Титули і досягнення
- Чемпіон Австрії (4):

«Рапід» (Відень): 1933-1934, 1937-1938, 1939-1940, 1940-1941
- Чемпіон Німеччини (1):

«Рапід» (Відень): 1940-1941
- Володар Кубка Німеччини (1):

«Рапід» (Відень): 1938
- Володар Кубка Мітропи (1):

«Рапід» (Відень): 1930